# Sân vận động Olympic Hammadi Agrebi
Sân vận động Olympic Hammadi Agrebi (tiếng Pháp: Stade Olympique Hammadi Agrebi), trước đây được gọi là Sân vận động 7 tháng 11, là một sân vận động đa năng ở Radès, Tunis, Tunisia. Sân cách trung tâm thành phố Tunis khoảng 10 km về phía đông nam. Đây là trung tâm của Thành phố Olympic. Sân hiện được sử dụng chủ yếu cho các trận đấu bóng đá và sân cũng có các cơ sở vật chất cho điền kinh. Sân vận động có sức chứa 65.000 người và được xây dựng vào năm 2001 cho Đại hội Thể thao Địa Trung Hải 2001 và được coi là một trong những sân vận động tốt nhất ở châu Phi.

## Lịch sử

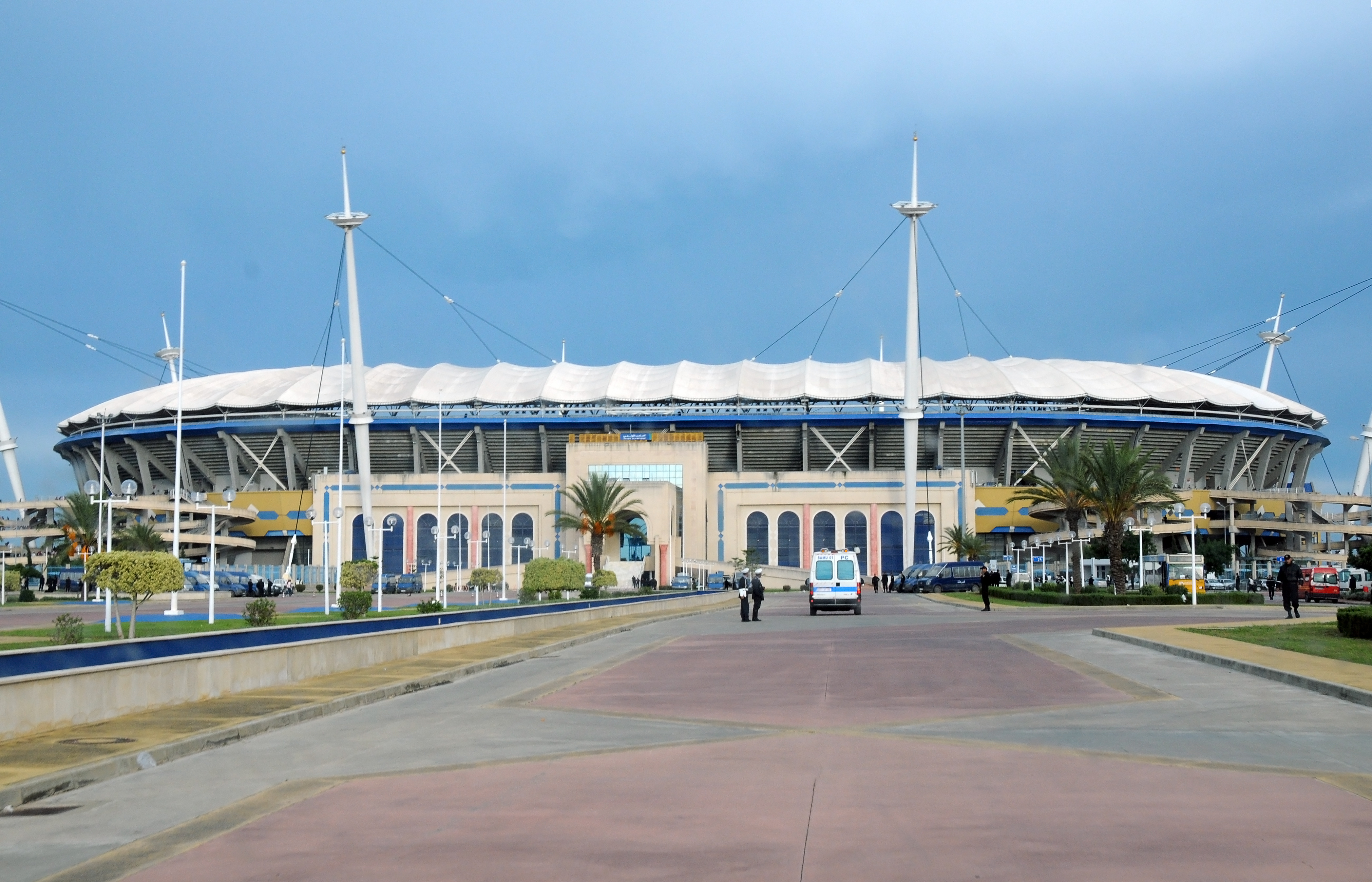
Bên ngoài Sân vận động Radès

Được xây dựng cho Đại hội Thể thao Địa Trung Hải 2001, sân vận động có sức chứa 65.000 chỗ ngồi được che phủ trên diện tích 13.000 m² và bao gồm khu trung tâm, 3 sân liền kề, 2 phòng khởi động, 2 bức tranh và khán đài chính thức có sức chứa 7.000 chỗ ngồi. Phòng trưng bày báo chí được trang bị 300 bàn.
Sân được khánh thành vào tháng 7 năm 2001 cho trận chung kết Cúp Tunisia giữa CS Hammam-Lif và Étoile du Sahel (1–0).

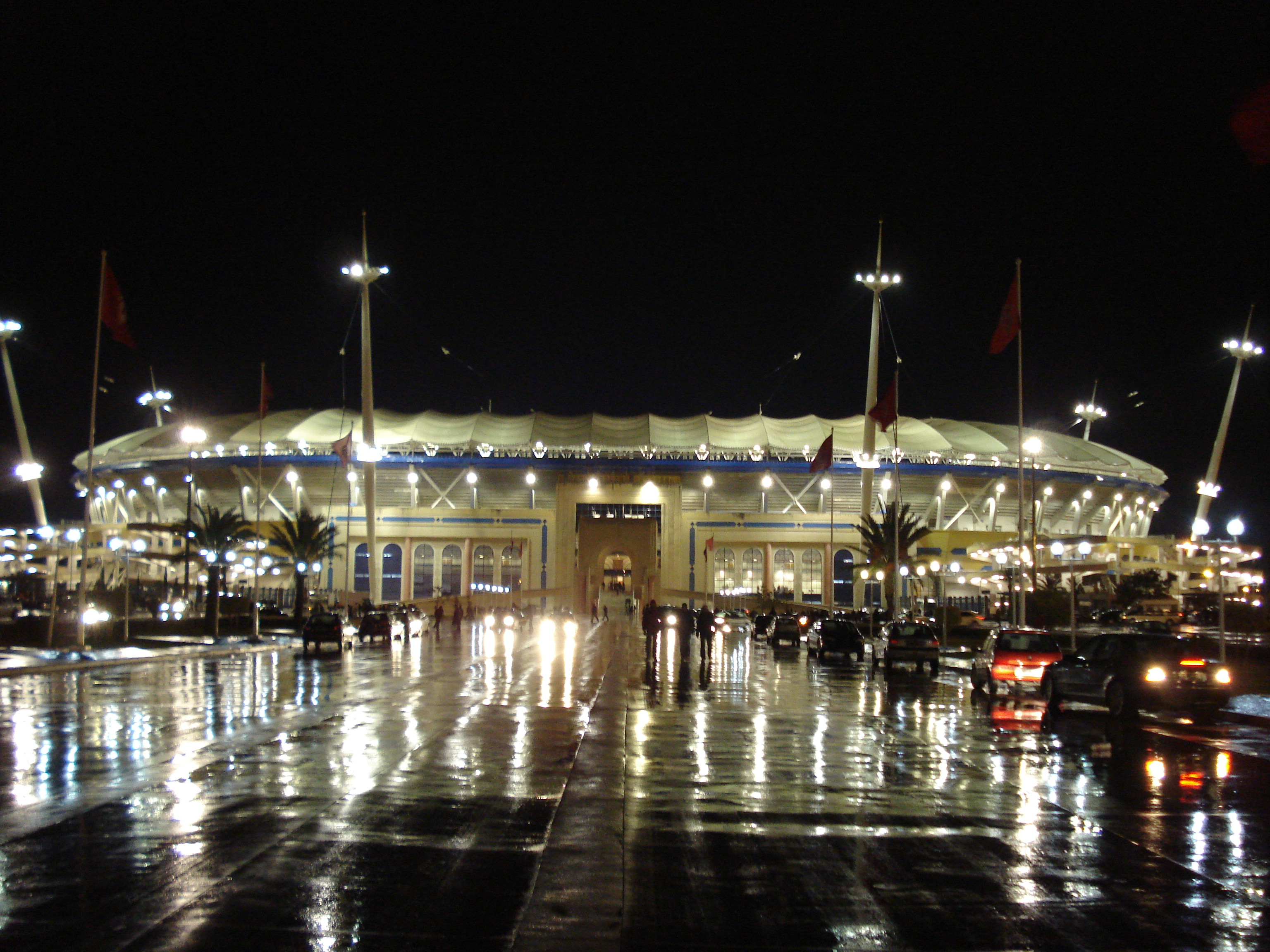
Sân vận động Radès vào ban đêm

Club Africain và ES Tunis chơi các trận đấu chính của họ tại đây. Trước khi xây dựng sân vận động này, trận derby Tunis từng diễn ra trên Sân vận động El Menzah với sức chứa 45.000 chỗ ngồi. Đây cũng là sân vận động của đội tuyển bóng đá quốc gia Tunisia từ năm 2001.
Sân vận động này đã tổ chức các trận đấu của Cúp bóng đá châu Phi 2004 mà đội tuyển Tunisia đã giành chức vô địch.
Ligue de Football Professionnel, công ty muốn chuyển trận đấu Siêu cúp bóng đá Pháp giữa Olympique de Marseille (OM) và Paris Saint-Germain (PSG), thông báo rằng giải đấu năm 2010 diễn ra tại sân vận động vào ngày 28 tháng 7 năm 2010; Trận đấu kết thúc với tỷ số hòa (0–0) trước sự chứng kiến của 57.000 khán giả.

## Bên trong
Sân bao gồm khán đài dưới có sức chứa 32.000 chỗ ngồi và tầng trên là 28.000 chỗ ngồi.

## Chứng nhận
Sân vận động có Chứng chỉ IAAF Hạng 1, có nghĩa là sân vận động đáp ứng các tiêu chuẩn và phẩm chất tốt nhất trong lĩnh vực của nó.

## Tên gọi
Vào thời điểm được khánh thành, sân vận động này được đặt tên là Sân vận động 7 tháng 11, ngày mà Zine El Abidine Ben Ali đảm nhận chức vụ Tổng thống vào ngày 7 tháng 11 năm 1987 sau một cuộc đảo chính không đổ máu lật đổ Tổng thống Habib Bourguiba. Tuy nhiên, sau khi ông bị lật đổ, sân được lấy tên là Sân vận động Olympic Radès (Stade Olympique de Radès).
Vào ngày 22 tháng 8 năm 2020, sau cái chết của Hamadi Agrebi, Thủ tướng Elyes Fakhfakh thông báo rằng ông sẽ đổi tên sân vận động thành tên của Hamadi Agrebi. Thông báo này gây ngạc nhiên cho thị trưởng của Radès, người cho biết rằng hội đồng thành phố dự định sẽ họp vào ngày 24 tháng 8 để đưa ra quyết định. Ngoài ra, một nghị định có hiệu lực từ ngày 12 tháng 7 năm 2019 quy định chỉ được phép đưa tên người quá cố lên đài tưởng niệm sau 3 năm kể từ ngày mất. Vào ngày 24 tháng 8, Bộ Nội vụ trả lời rằng sân vận động này được đổi tên dưới sự chỉ đạo của Bộ Thanh niên và Thể thao (không phải dưới sự chỉ đạo của chính quyền thành phố Radès) và nó không nằm trong khuôn khổ của nghị định ngày 12 tháng 7 năm 2019, vì vậy sân chính thức được đổi tên theo tên của Hamadi Agrebi.

## Hình ảnh

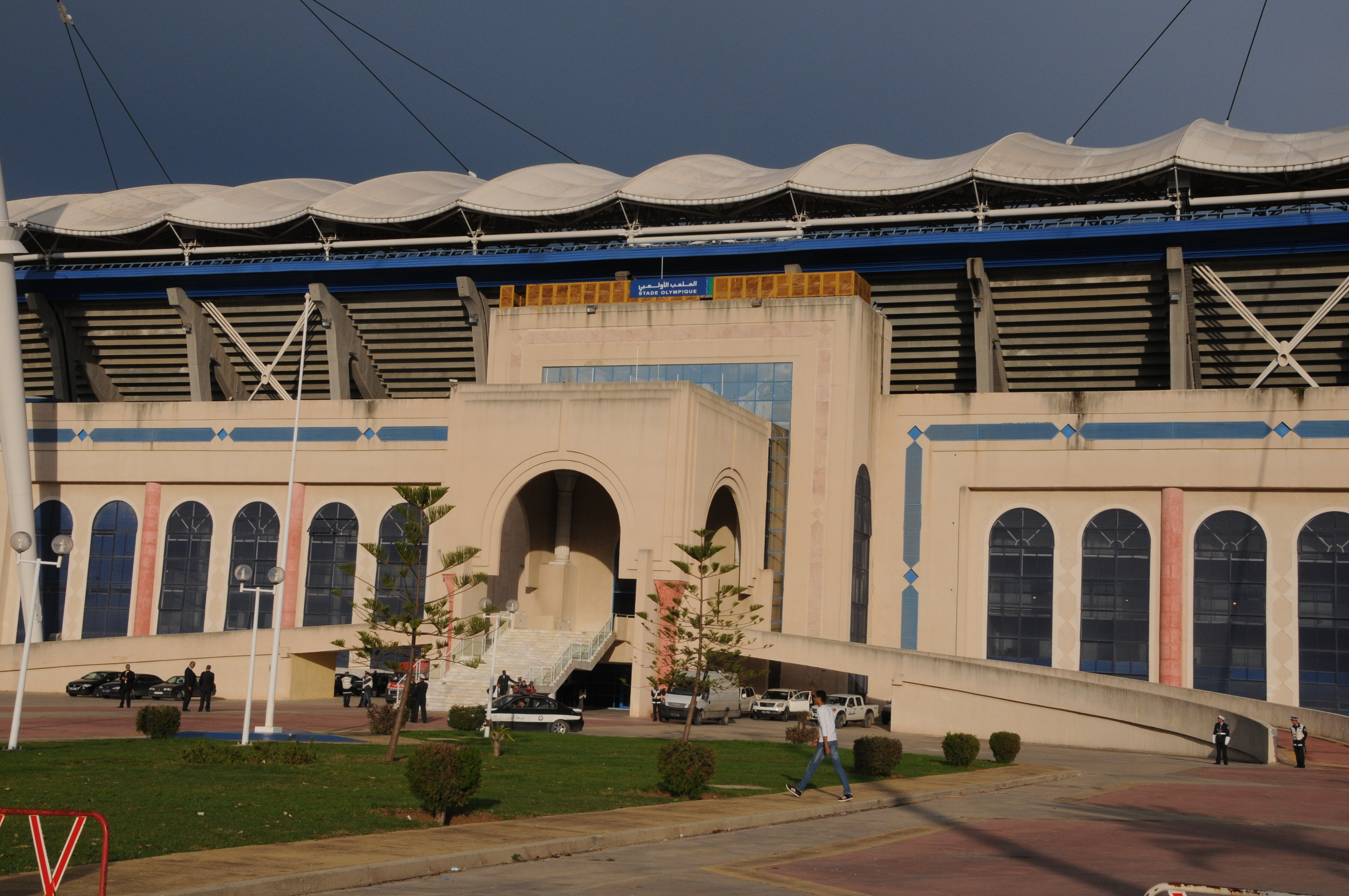
Lối vào chính của sân vận động
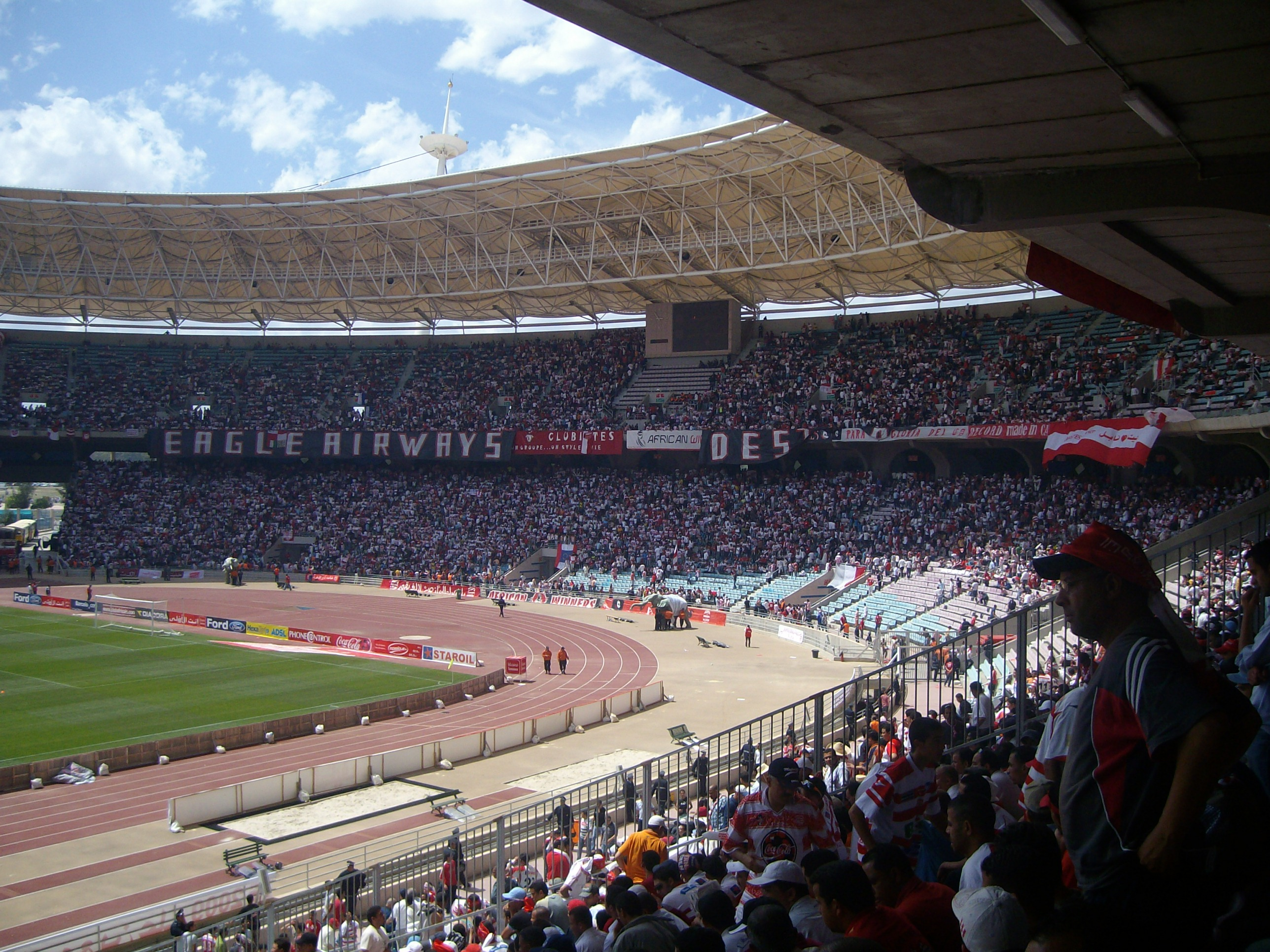
Tunisian League 2008: CA vs ESZ
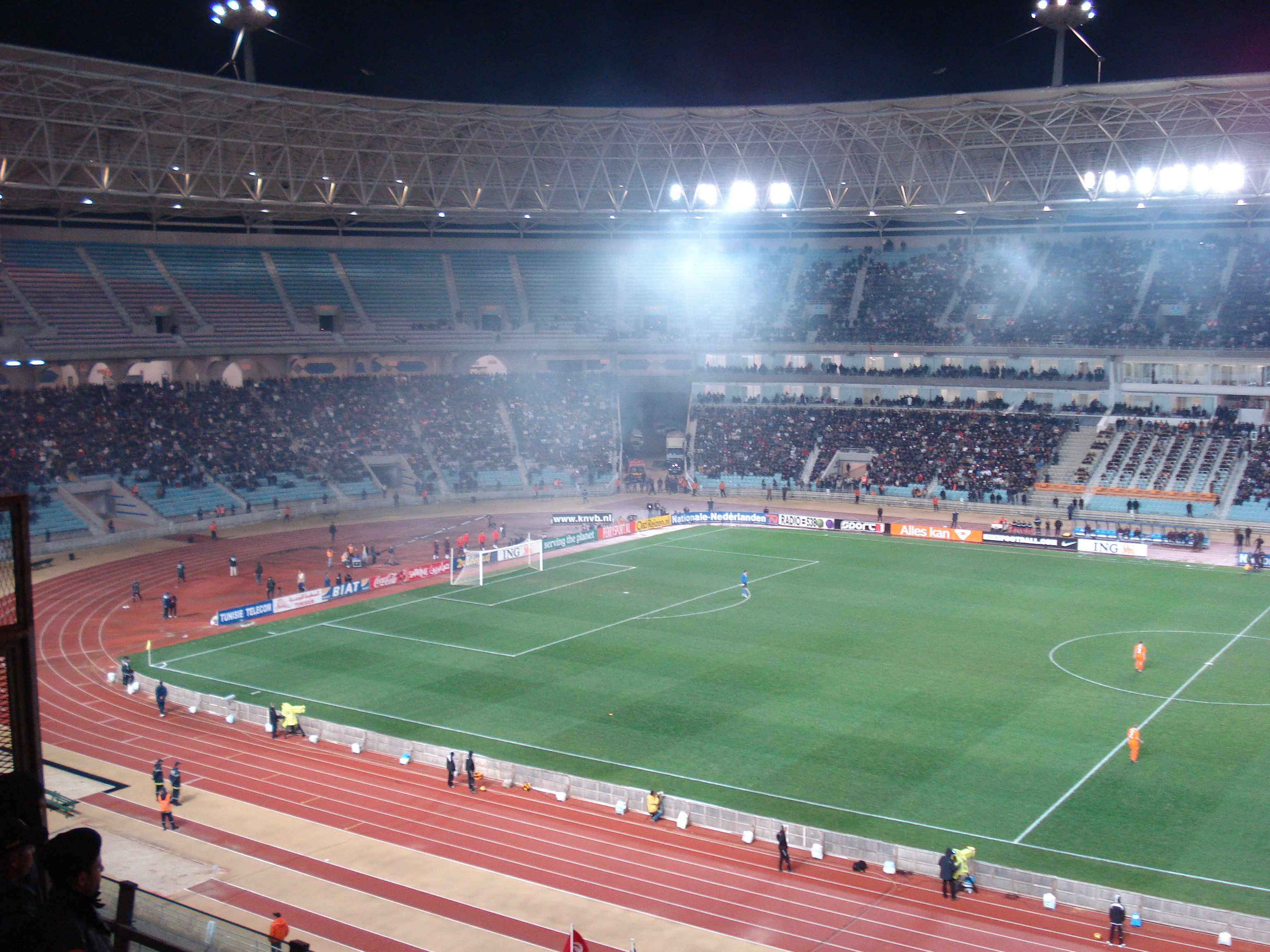
Trận đấu giao hữu giữa Tunisia và Hà Lan năm 2009
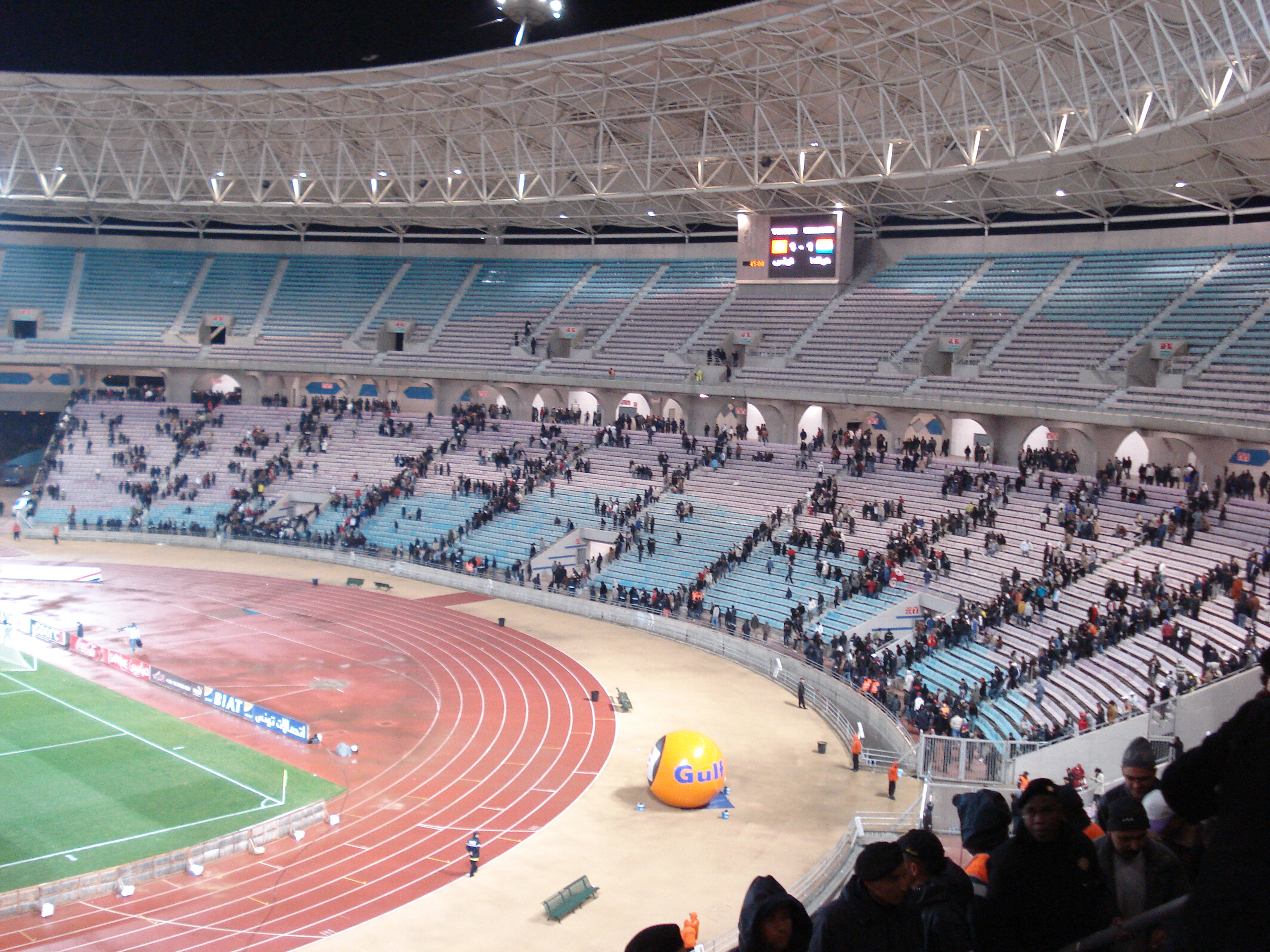
Trận đấu Tunisia-Hà Lan
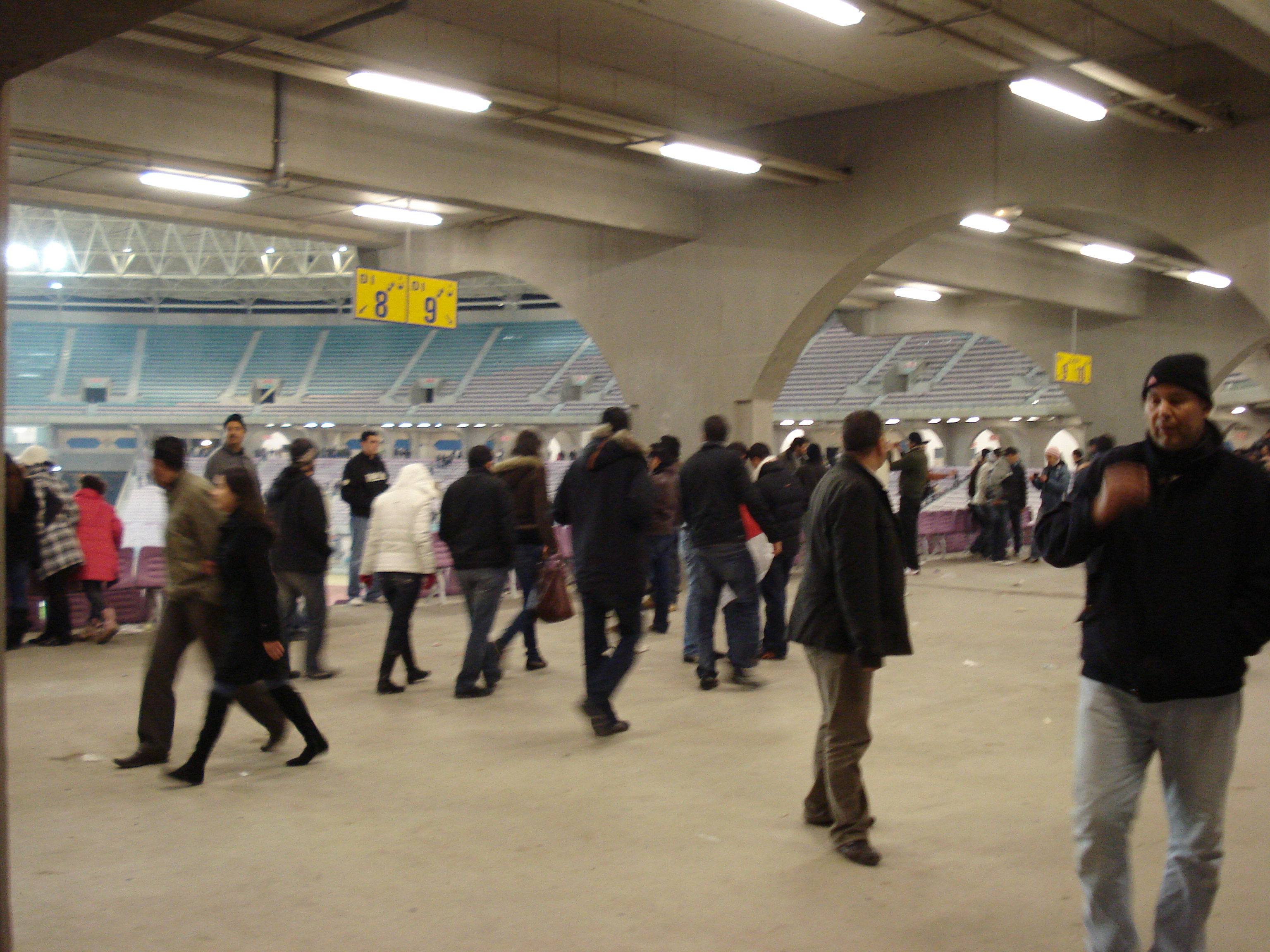
Những cổ động viên ra khỏi sân vận động
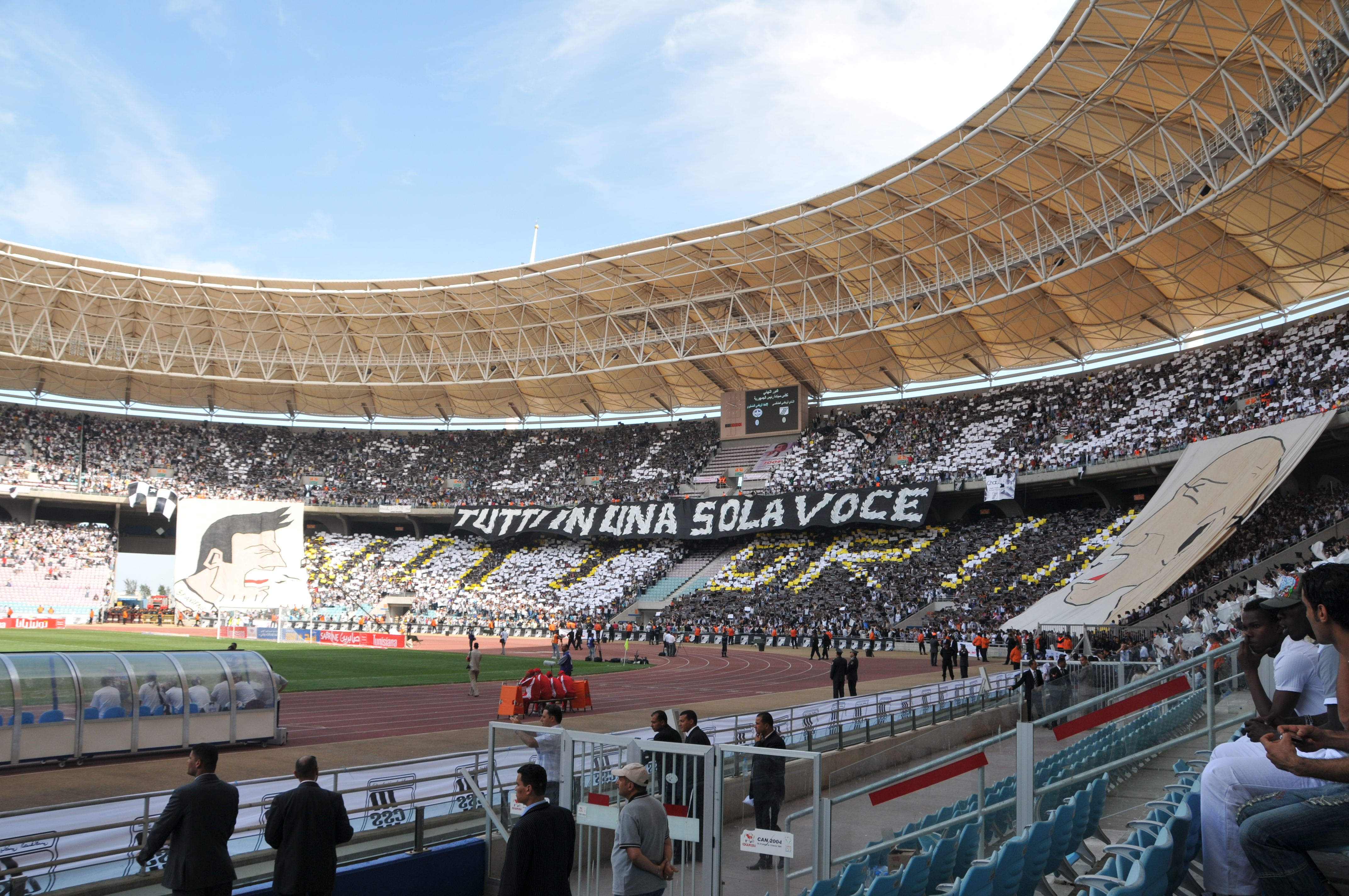
Chung kết Cúp Tunisia 2009 giữa CS Sfaxien và US Monastir
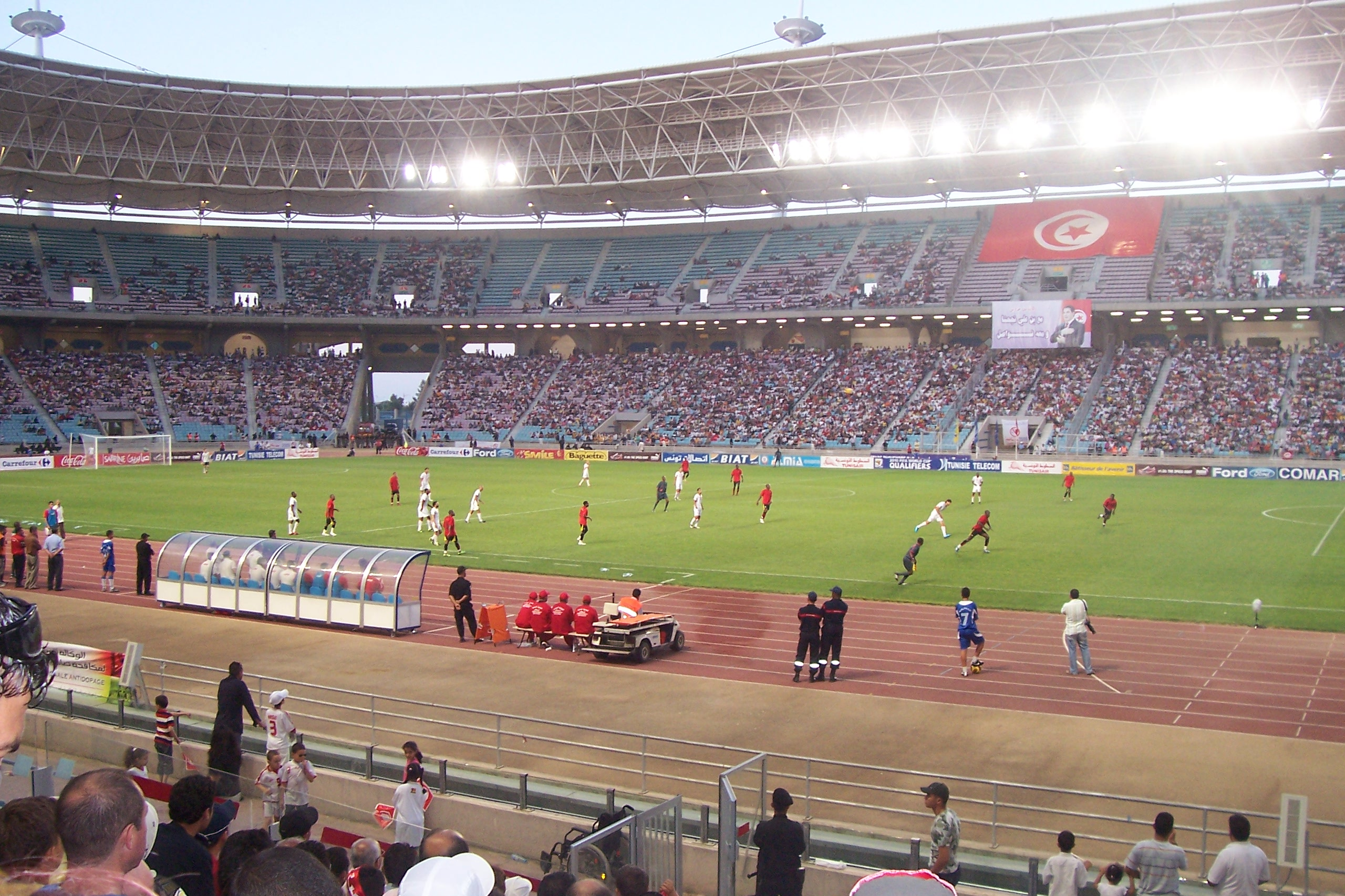
Trận đấu vòng loại World Cup 2010 giữa Tunisia và Mozambique
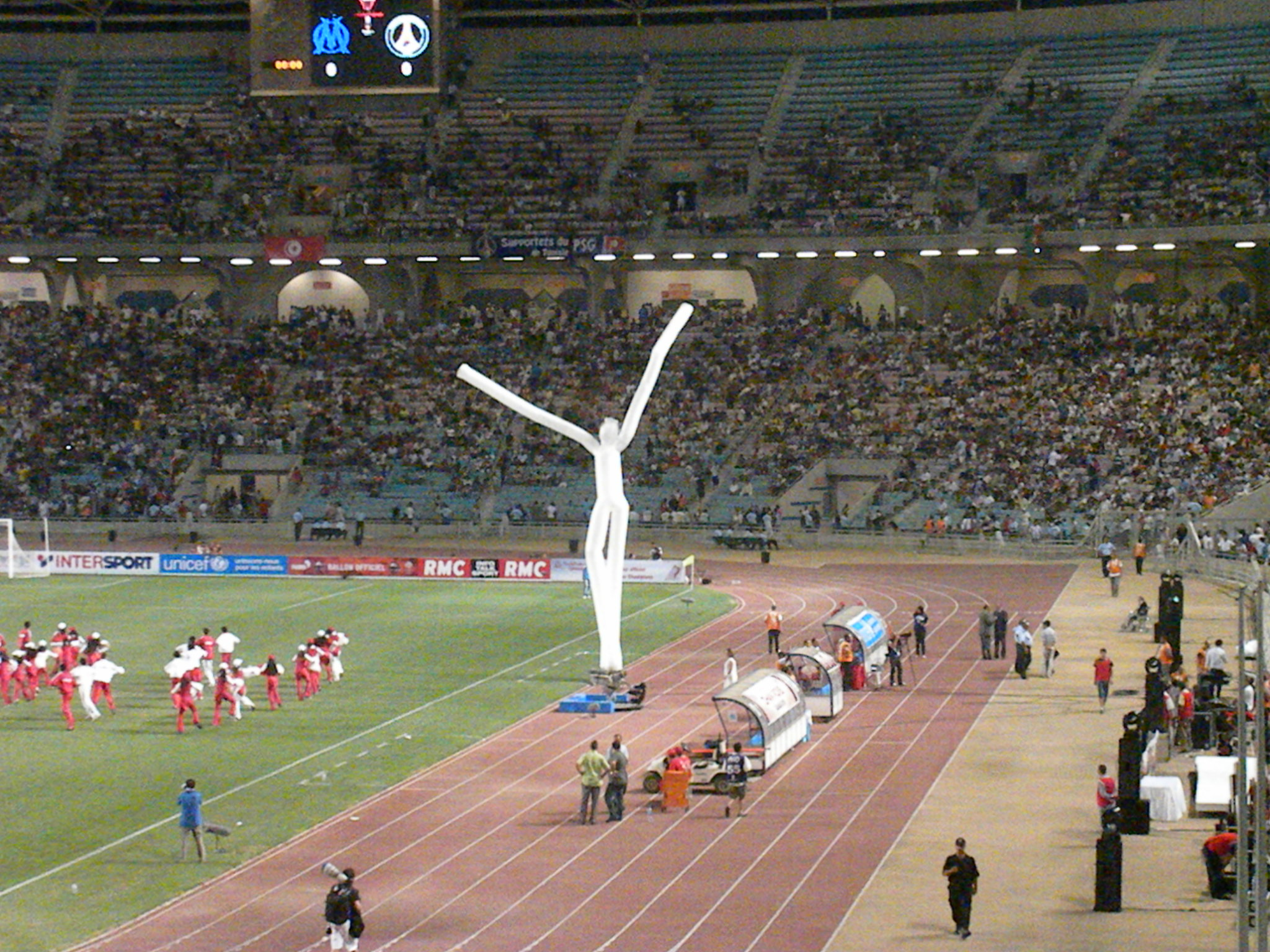
Siêu cúp bóng đá Pháp 2010 giữa OM và PSG
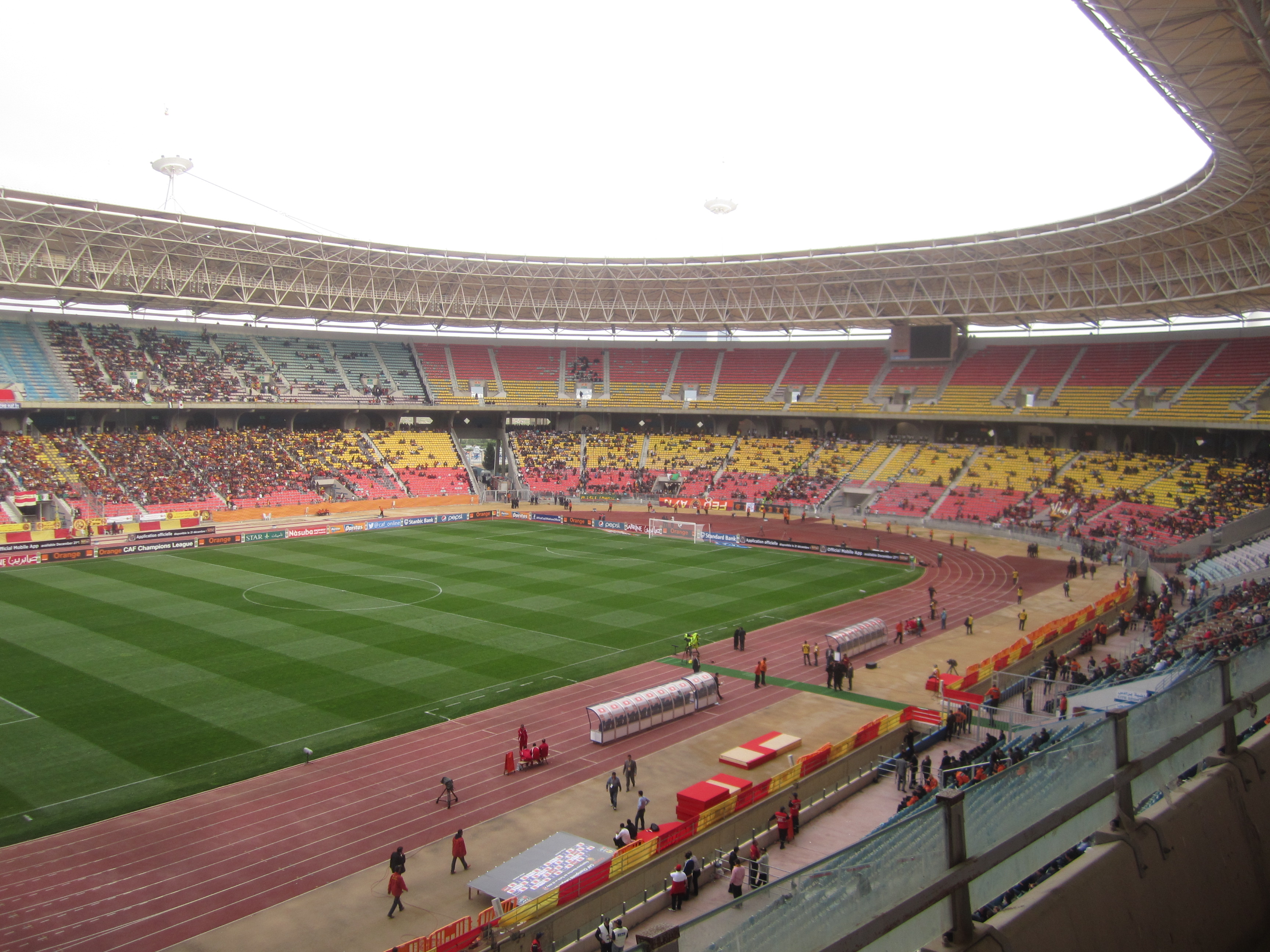
Chung kết CAF Champions League 2012 giữa ES Tunis và Al Ahly